# Царства речи
Царства речи: Језичка историја света је дело британског научника и писца Николаса Остлера. То је научна литература која се бави проучавањем језика у свету. Николас Остлер је дипломирао  грчки, латински, филозофију и економију а докторирао лингвистику и санскрит, служи се са 26 различитих језика.

## О књизи
Пред нама је научни опис  разноликог мноштва језика - дат кроз  пријемчив и интересантан приказ језичке историје света – испричан на начин доступан и онима који не говоре  стручним језиком који је потребан за разумевање таквог штива. Сјајна књига Николaса Остлера, британског научника , доктора лингвистике и санскрита, који користи 26 језика, попут сумерских таблица брижљиво похрањених у некој од древних ризница владара Нимрода или Набукондоносора -  чува  у себи кондензовано искуство језичке историје света.
Аутор Царства речи кроз дијахрону перспективу пружа језичку слику света и нуди бројне друштвено-историјске податке везане за одређене језичке заједнице. Невероватно је Остлерово познавање историје, политике, културе и традиције, социолингвистике као и суштинско сагледавање језичке проблематике у целом свету. Сви језици о којима се говори у овој књизи имају писану историју дужу од хиљаду година, а неки и дуже од тога. У зависности од судбине светова говорника различити су и развојни путеви језика. Његов став да је језик - тај најважнији фактор који омогућава људима да се формира заједница и да деле заједничку историју. Централна улога језика је успостављање и репродуковање традиције одређене језичке заједнице. Ако не говорите народним језиком тешко ћете разумети друге људе у тој заједници.  
Интригантна су и питања пропасти језика. Откуда повлачење немачког језика? Зашто је египатски устукнуо пред арапским? Докле ће трајати глобално ширење енглеског језика?
Остлерови научни ставови наговештавају да ће и будућност језика бити пуна изненађења. Остлер указује на то да ни чак језици са највећим бројем говорника и највећом распрострањеношћу неће бити поштеђени утицаја нових фактора.
Сеобе, пораст броја становника, промене у образовању, савремени начини комуникације, нови центри богатства  и интереса - све то утиче на промену равнотеже језичких идентитета у целом свету. Све те промене су довеле  до стања да у данашње време живе последњи говорници више од половине језика света, мада се  још увак говори на више од 6000 језика. Николас Остлер није изучавао језике кроз историјску лингвистику, нити кроз језичку типологију ваћ истраживањем језичке динамике разматрајући развој статуса сваког од ових језика током њихове историје. Иако је мит о Вавилонској кули третиран као опомена, људи су углавном везани за један језик, али језичка разноликост обогаћује и испуњава њихове животе. Речи самог аутора најбoље говоре о томе: Крајњи циљ истраживања језичке динамике јесте, међутим, да оно обухвати феномен људских језика у свој њиховој разноликости.